# Barbara Czerwijowska

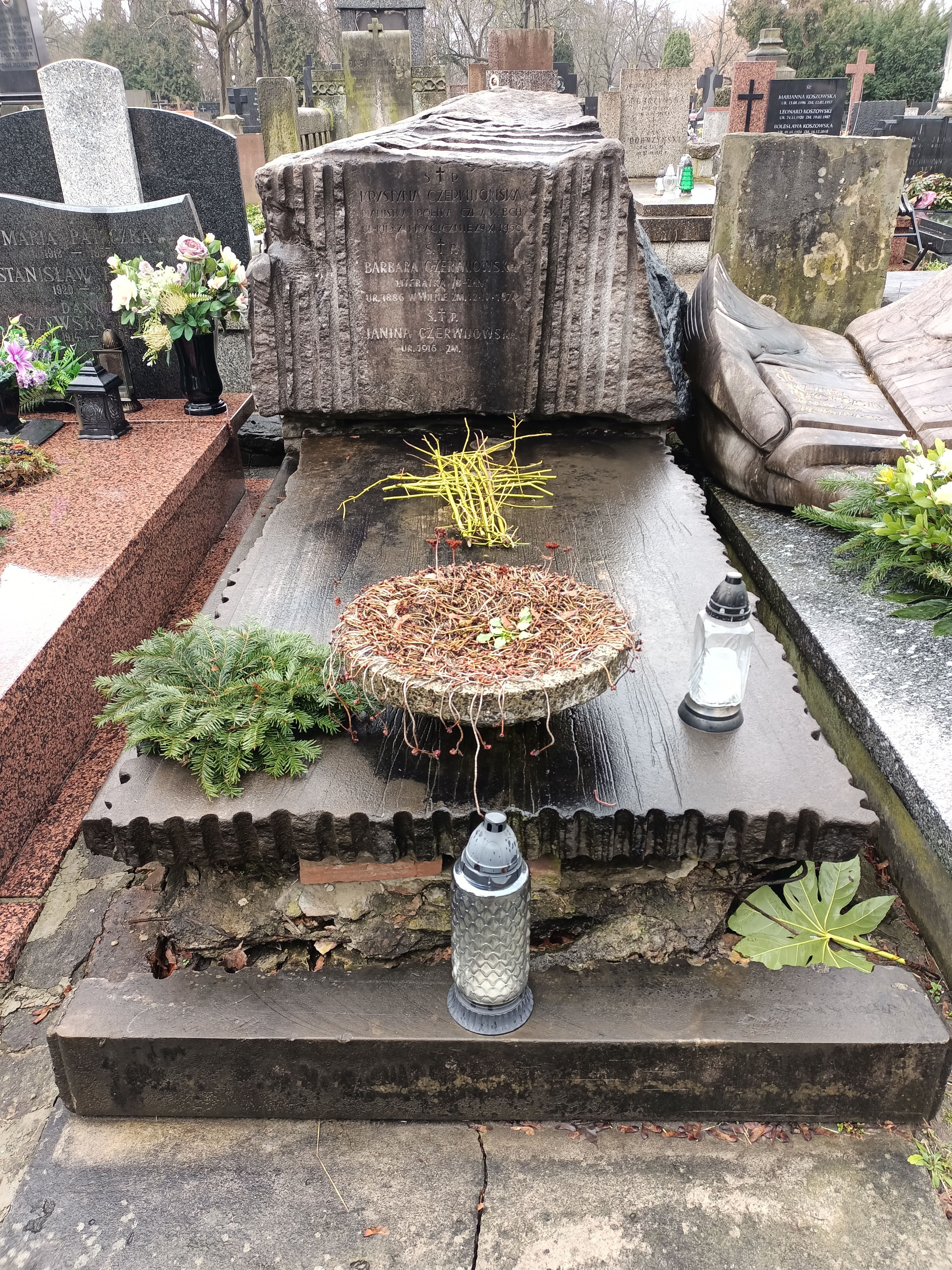
Grób Barbary Czerwijowskiej na Cmentarzu Powązkowskim

Barbara Czerwijowska, Wołk-Czerwijowska (Iłłakowicz), Zan-Czerwijowska (ur. 7 czerwca 1886 w Dyneburgu, zm. 12 kwietnia 1974 w Warszawie) – polska poetka, nauczycielka i tłumaczka.

## Życiorys
Była nieślubną córką Barbary Iłłakowiczówny, nauczycielki i adwokata Klemensa Sabba Zana (syna Tomasza Zana „Promienistego”, przyjaciela Adama Mickiewicza), siostrą poetki Kazimiery Iłłakowiczówny. Po śmierci matki początkowo wychowywała się u krewnych Gustawa i Barbary Wołków, którzy figurowali w jej metryce jako oficjalni rodzice. Potem przygarnęła ją opiekunka Kazimiery, Zofia Buyno z Zyberk-Platerów. W 1904 ukończyła rosyjskie III Gimnazjum Żeńskie w Warszawie. Studia uniemożliwiła jej gruźlica. Leczyła się w Zakopanem, gdzie poznała Witkacego, w Szwajcarii i we Włoszech. W 1908 została wolną słuchaczką Uniwersytetu Jagiellońskiego. Wyszła za mąż za ziemianina Jana Czerwijowskiego (zm. na tyfus w 1920), z którym miała dwie córki: Janinę i Krystynę. W 1926 podjęła pracę w Generalnym Inspektoracie Sił Zbrojnych w Warszawie. Podczas II wojny światowej ewakuowała się do Rumunii, ale wróciła do córek pozostawionych w okupowanej Polsce. Od 1946 należała do Klubu Tłumaczy przy Pen Clubie.
Zmarła 12 kwietnia 1974 w Warszawie, została pochowana na cmentarzu Powązkowskim (kwatera 81-3-25).

## Twórczość
Pisała wiersze pod pseudonimem Barbary Zan, z których kilka opublikowała na łamach pisma „Chimera”. Tłumaczyła dramaty i prozę, m.in. Burzę Szekspira na zlecenie Teatru Narodowego, a także Życie snem Calderona, Zły uśmiech Sherwooda Andersona. Przełożyła Po wielu latach Aldousa Huxleya (pierwsze wydanie w 1939 przez Księgarnię J. Kubieckiego) i Notatki z podróży do Ameryki Charlesa Dickensa (ze wstępem Anny Staniewskiej). W 2014 została opublikowana korespondencja Kazimiery Iłłakowiczówny z siostrą Barbarą w tomie „Listy do siostry Barbary Czerwijowskiej z lat 1946–1959”.

## W literaturze
Występuje w 622 upadkach Bunga Stanisława Ignacego Witkiewicza jako genialna poetka Eulalia Gagulin. W zbiorach prywatnych zachowały się jej dwa portrety wykonane przez Witkacego w 1910 i 1912.

## Ordery i odznaczenia
- Srebrny Krzyż Zasługi (17 marca 1934)[8]